# アントーニオ・ペレグリーニ
ジョヴァンニ・アントーニオ・ペレグリーニ（Giovanni Antonio Pellegrini、1675年4月29日 - 1741年11月2日）は、イタリアの画家である。ヴェネツィア出身の画家でヨーロッパ各地で活動した。

## 略歴
ヴェネツィアで靴屋の息子に生まれた。ヴェネツィアで初めパオロ・パガーニ（Paolo Pagani: 1655-1716）に学び、1696年にパガーニがヴェネツィアを去った後、セバスティアーノ・リッチ（Sebastiano Ricci: 1659-1734）に学んだ。1699からローマに修行にでて バロックの画家、ルカ・ジョルダーノ（1634-1705）とも知り合った。1701年からヴェネツィアのアルブリッツィ宮殿（Palazzo Albrizzi）の装飾画を描き、1702年からローマの教皇庁図書館（Pontificia Biblioteca Antoniana）の装飾画を描いた。1704年にヴェネツィア生まれの女性画家、ロザルバ・カッリエーラ（1675-1757）の妹と結婚した。
画家としての名声が高まり、国外でも働くようになり、1708年はセバスティアーノ・リッチの甥のマルコ・リッチ（Marco Ricci: 1676-1730）とともにロンドンを訪れ、いくつかの宗教画を描いた。1713年にプファルツ選帝侯ヨハン・ヴィルヘルムに招かれ、デュッセルドルフに移り、現在シュライスハイム城（Schleissheim Palace）に収蔵されている一連の寓意画を描いた。
1716年にはアントウェルペンの醸造者ギルドから注文を受け、1720年にはパリの王立銀行の天井画を描き、1727年にはウィーンのサレジオ会の教会の天井画も描いた。
弟子には画家、版画家のアントニオ・ヴィセンティーニ（Antonio Visentini: 1688-1782）がいる。1741年にヴェネツィアで亡くなった。

## 作品

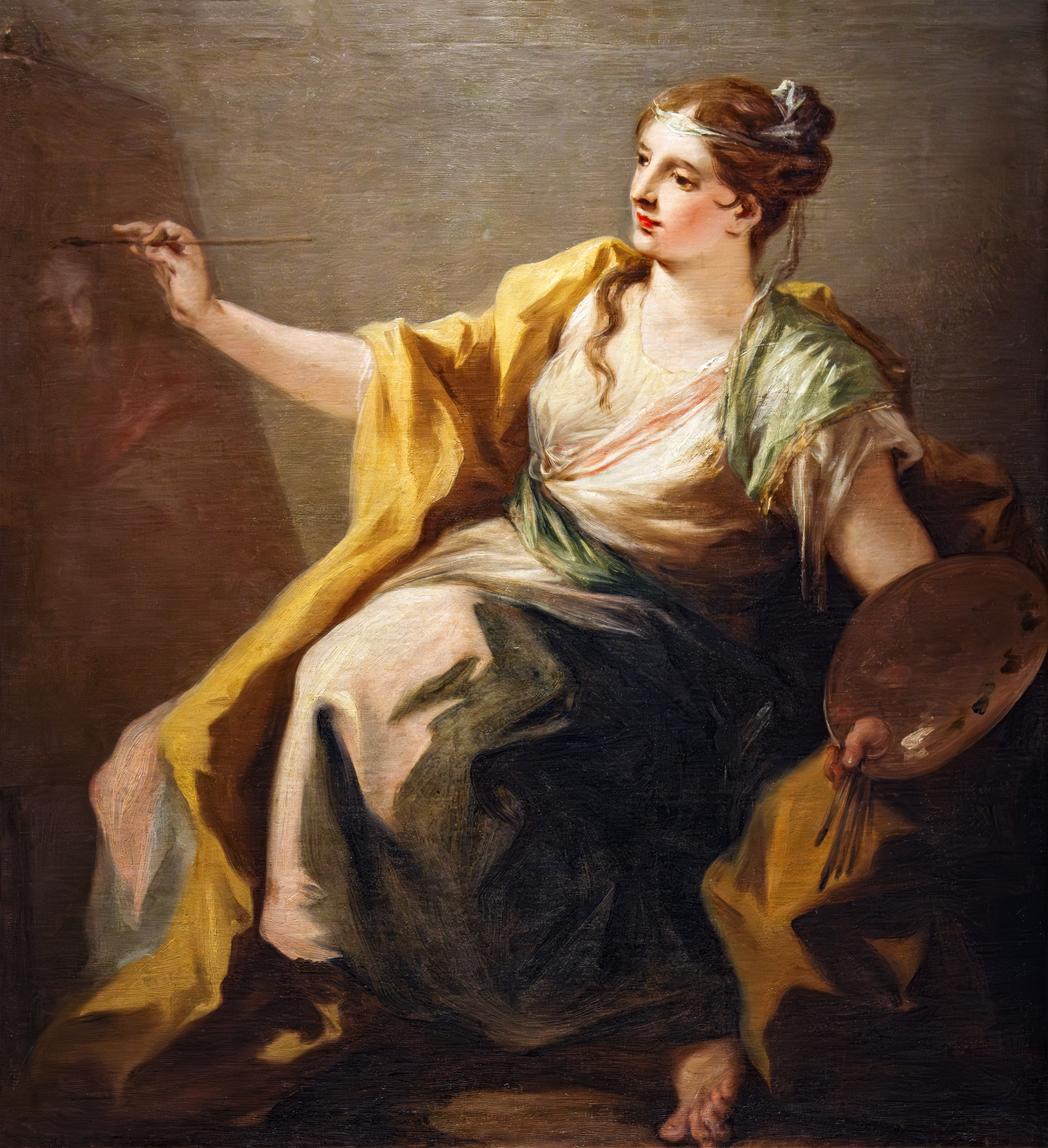
絵画の寓意画 (1725/1730) アカデミア美術館 (ヴェネツィア)
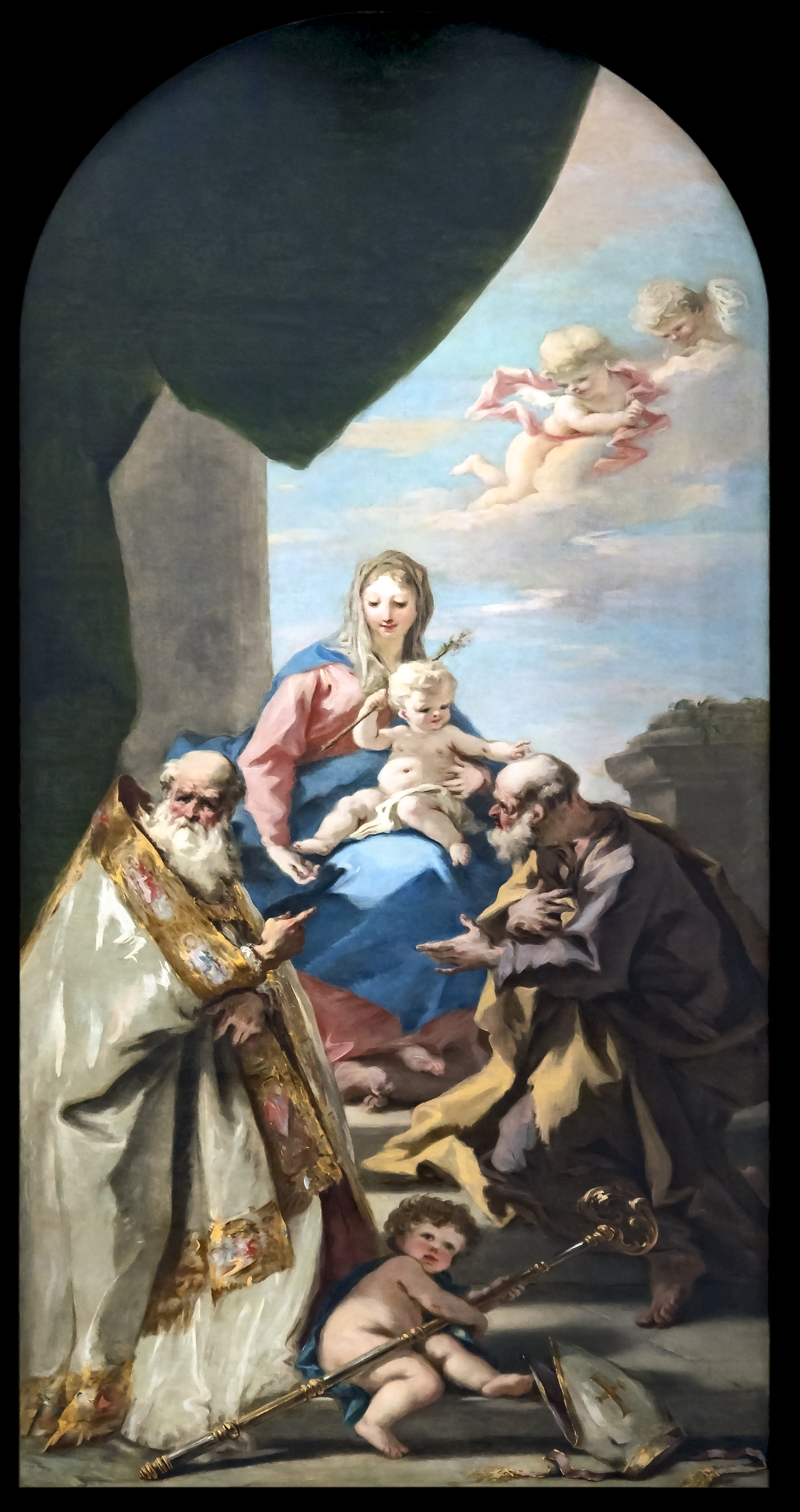
パードヴァのドゥオーモの祭壇画(c.1716)
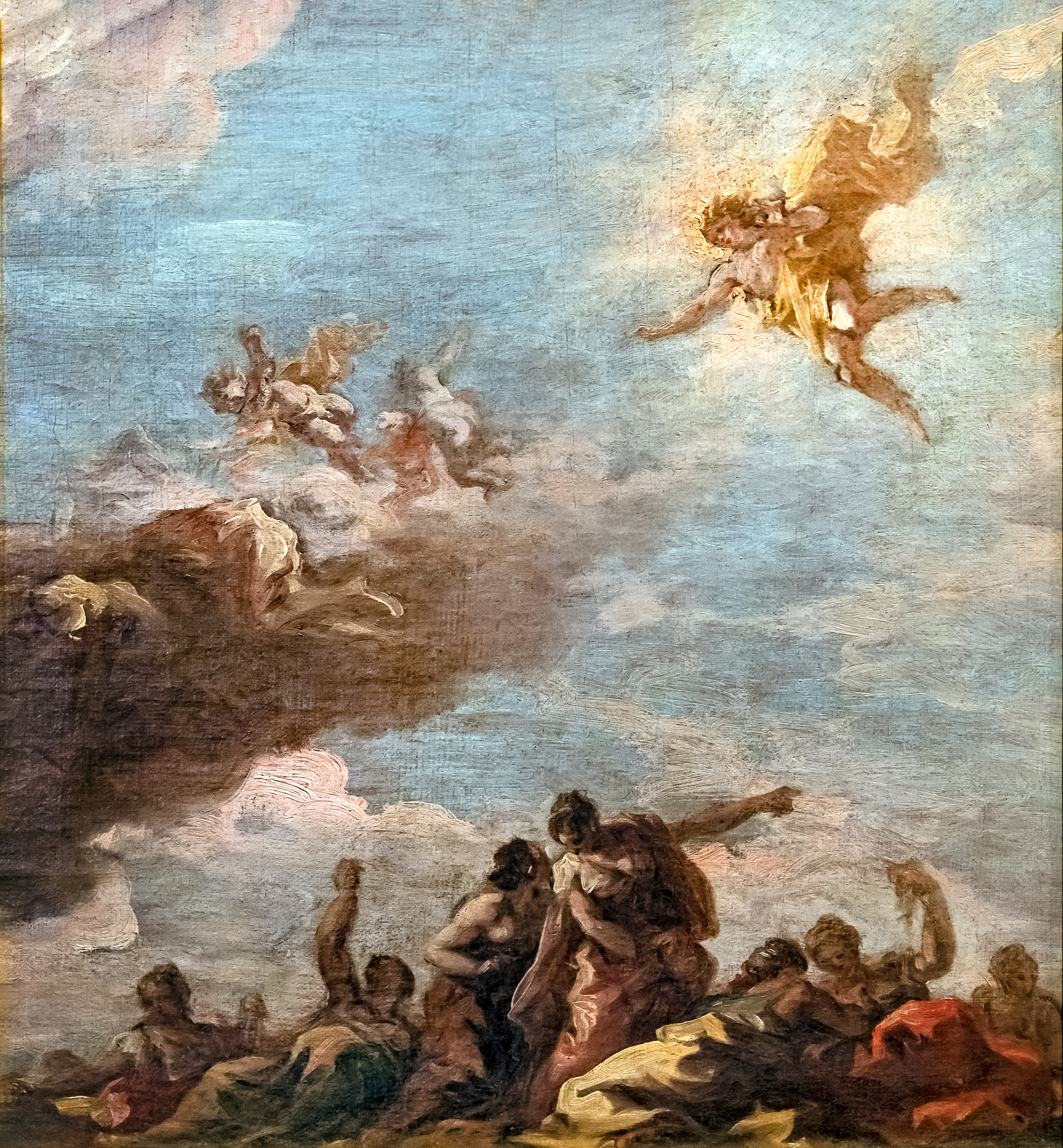
アポロとミューズ アングル美術館
スキピオの自制 クリーブランド美術館